# Tecnica accoppiata
In chimica analitica con il termine tecniche accoppiate ci si riferisce all'unione di due o più tecniche analitiche che si basano su principi diversi, allo scopo di sfruttarne in maniera ottimale le rispettive caratteristiche in sinergia.
Il caso più comune è l'accoppiamento di una tecnica cromatografica con la spettrometria di massa, che permette di unire alla capacità separativa tipica della cromatografia la capacità di riconoscimento della spettrometria di massa. Sono necessari pochi opportuni accorgimenti strumentali, in particolare per l'interfacciamento degli strumenti.
È invalso anche l'uso del termine tecniche ifenate e della parola  ifenazione (dall'inglese hyphenation, derivante dal greco ὑϕέν) che significa letteralmente "unione", tanto che il termine inglese "hyphen" si traduce di solito con tratto d'unione.
Quindi l'accoppiamento di più tecniche viene definita spesso tecnica ifenata o ibrida.